# Manuel d'Almeida Filho
Manuel d'Almeida Filho (Alagoa Grande, 13 de outubro de 1914 — Aracaju, 8 de junho de 1995) foi um repentista e cordelista brasileiro.
Seu primeiro cordel, escrito em 1936, foi A Menina que Nasceu Pintada com as Sobrancelhas Raspadas.
Em 1965 começou a trabalhar em São Paulo como selecionador de folhetos de cordel para a Editora Prelúdio, nos anos 70, a Prelúdio foi fechada, dando lugar a Luzeiro, onde ficou até 1995. Naquele ano, entrou para a Academia Brasileira de Literatura de Cordel, no Rio de Janeiro.

## Obra em cordel
Entre seus folhetos de mais sucesso estão:
- A Menina que Nasceu Pintada com as Sobrancelhas Raspadas (1936)
- Vicente, o Rei dos Ladrões (1957)
- A Marca do Zorro (1960)
- Peleja de Zé do Caixão com o Diabo (1972)
- Vida, Vingança e Morte de Corisco (1986)
- Briga de São Pedro com Jesus por Causa do Inverno (1986)
- O Milagre da Apolo 13 (1986)
- Como Ser Feliz no Casamento (1988)
- Os Amigos do Barulho e o Bandido Carne Frita (1991)
- A Afilhada da Virgem da Conceição (1995)